# Эта Хексемский
Эта Хексемский, он же Линдисфарнский (умер в 686) — игумен, епископ Линдисфарна и Хексема, святой Римско-католической церкви. Память 26 октября (8 ноября).

## Биография
В юношестве Эта ушёл в Линдисфарнский монастырь, игуменом которого в то время был святой Айдан Линдисфарнский. Позже Эта сам стал настоятелем этого монастыря, на то время бывшего духовным центром Британии. Одним из его послушников был будущий святой Кутберт Линдисфарнский.
В 651 году Эту избирали игуменом монастыря в Мелрозе, и примерно в то же время он основал новый монастырь в Рипоне, ныне Йоркшир. В 664 году Эта участвовал в соборе в Уитби, на котором было принято решение перейти с кельтского богослужение на римское.
В 678 году архиепископ Феодор Кентерберийский поставил его епископом Берниции (государство в древней Англии), включавшей в себя два диоцеза: Хексемскую и Линдисфарнскую епархии.
Эта Хексемский был епископом Линдисфарнским с 678 года по 685 год, когда он уступил своё место ученику и сподвижнику, святому Кутберту. С 685 года и до своей смерти Эта был епископом Хексемским.
Беда Достопочтенный называл Эту «добрейшим и простейшим из людей».
По примеру своего наставника, святого Айдана, Эта Хексемский был одновременно игуменом монастыря и епископом. Такая ситуация сложилась на Британских островах еще со времен святого Августина Кентерберийского, которому такой устав завещал ещё папа Григорий Двоеслов:

«Ты, брат, согласно монашескому правилу живешь вместе со своим клиром в церкви англов, обращенных промыслом Господа к вере; поэтому тебе лучше следовать правилам отцов наших, принятым в древней церкви: никто из них ничем не владел отдельно, но все вещи у них были общими.»

Эта преставился 26 октября 686 года от дизентерии и был похоронен в крипте Хексемского аббатства Святого Андрея.